# Médersa Cherratine
La médersa Cherratine, est une médersa construite en 1670 par le sultan alaouite Rachid ben Chérif. Elle se situe dans la ville de Fès, au Maroc.

## Histoire
La médersa a été construite en 1670 par le sultan alaouite Rachid ben Chérif.

## Architecture
La médersa Cherratine possède une architecture et des décors de « type chérifien », se démarquant du style mérinide.

### Sources bibliographiques
1. ↑  Gaudio 1982, p. 28.